# Pawel Dmitrijewitsch Kraskowski
Pawel Dmitrijewitsch Kraskowski (russisch Павел Дмитриевич Красковский; * 11. September 1996 in Jaroslawl) ist ein russischer Eishockeyspieler, der seit Juli 2013 bei Lokomotive Jaroslawl aus der KHL unter Vertrag steht und auf der Position des Centers spielt.

## Karriere
Pawel Kraskowski begann seine Karriere als Eishockeyspieler in seiner Geburtsstadt in der Nachwuchsabteilung von Lokomotive Jaroslawl. In der Saison 2013/14 debütierte er in der KHL. Der Center wurde im NHL Entry Draft 2014 in der sechsten Runde als insgesamt 164. Spieler von den Winnipeg Jets aus der National Hockey League ausgewählt.

### International
Kraskowski vertrat sein Heimatland Russland bei der U18-Junioren-Weltmeisterschaft 2014 und der U20-Junioren-Weltmeisterschaft 2016 teil.

## Erfolge und Auszeichnungen
- 2016 Silbermedaille bei der U20-Junioren-Weltmeisterschaft